# ولیش (ناحیه بنشوف)
ولیش (به چکی: Veliš) یک منطقهٔ مسکونی در جمهوری چک است که در ناحیه بنشوو واقع شده‌است.